# Tossal de la Carbonella
El Tossal de la Carbonella és una muntanya de 468 metres que es troba entre els municipis de Llardecans i Torrebesses, a la comarca catalana del Segrià.
Al cim podem trobar-hi un vèrtex geodèsic (referència 252126001).